# Travecy
Travecy ist eine französische Gemeinde mit 683 (Stand 1. Januar 2022) im Département Aisne in der Region Hauts-de-France (vor 2016 Picardie). Sie gehört zum Arrondissement Laon, zum Kanton Tergnier und zum Gemeindeverband Chauny-Tergnier-La Fère. Die Einwohner werden Travecyens und Travecyennes genannt.

## Geografie
Die Gemeinde Travecy liegt an der Oise und am parallel verlaufenden Sambre-Oise-Kanal, acht Kilometer südsüdöstlich von Saint-Quentin. Nachbargemeinden von Travecy sind Vendeuil im Norden, Mayot und Achery im Nordosten, La Fère im Südosten, Beautor im Süden, Tergnier im Südwesten sowie Liez im Nordwesten.

## Bevölkerungsentwicklung
| Jahr                       | 1962 | 1968 | 1975 | 1982 | 1990 | 1999 | 2006 | 2016 | 2022 |
| Einwohner                  | 855  | 811  | 642  | 671  | 614  | 643  | 614  | 677  | 683  |
| Quellen: Cassini und INSEE |      |      |      |      |      |      |      |      |      |

## Sehenswürdigkeiten

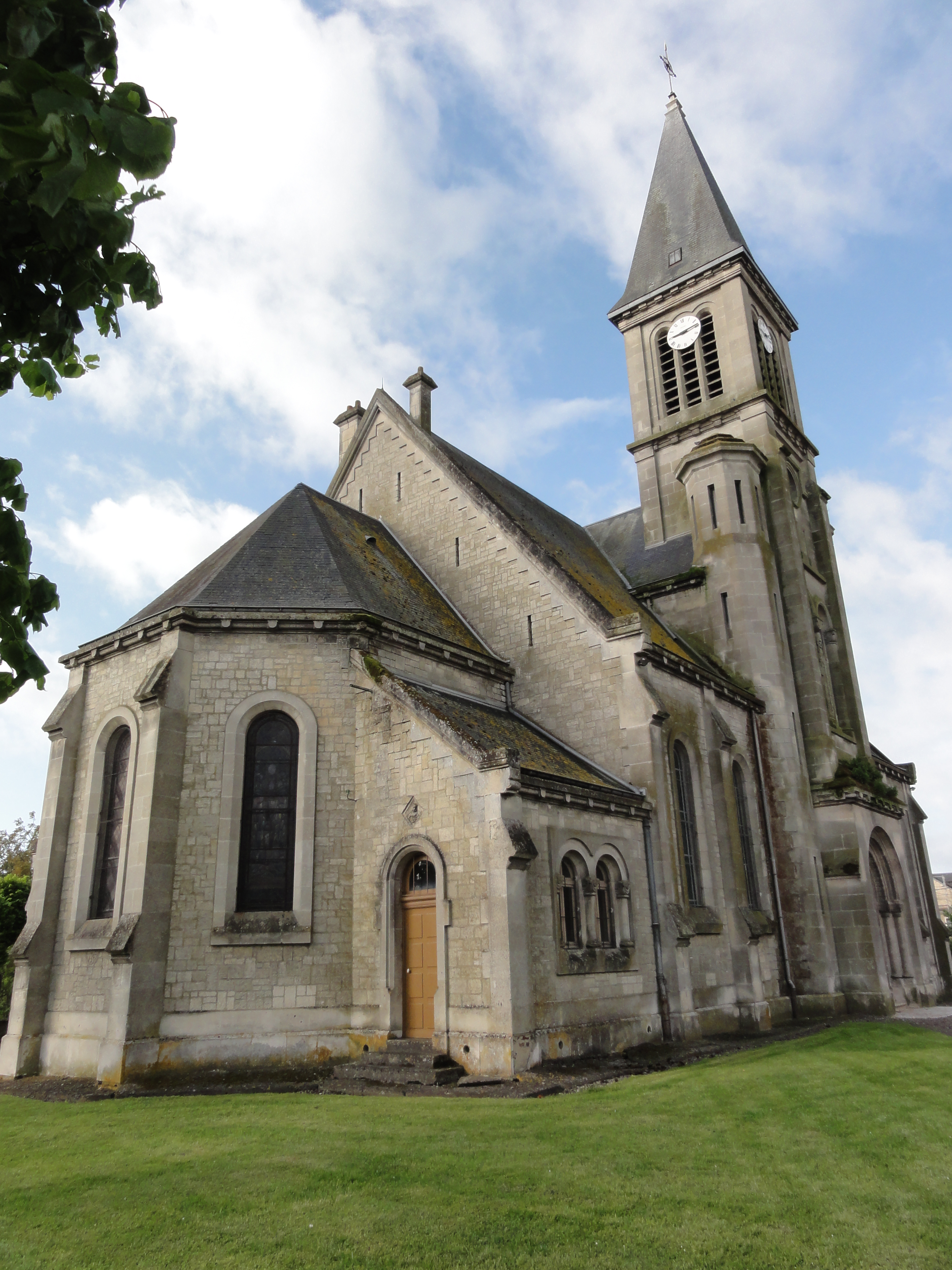
Kirche Saint-Médard
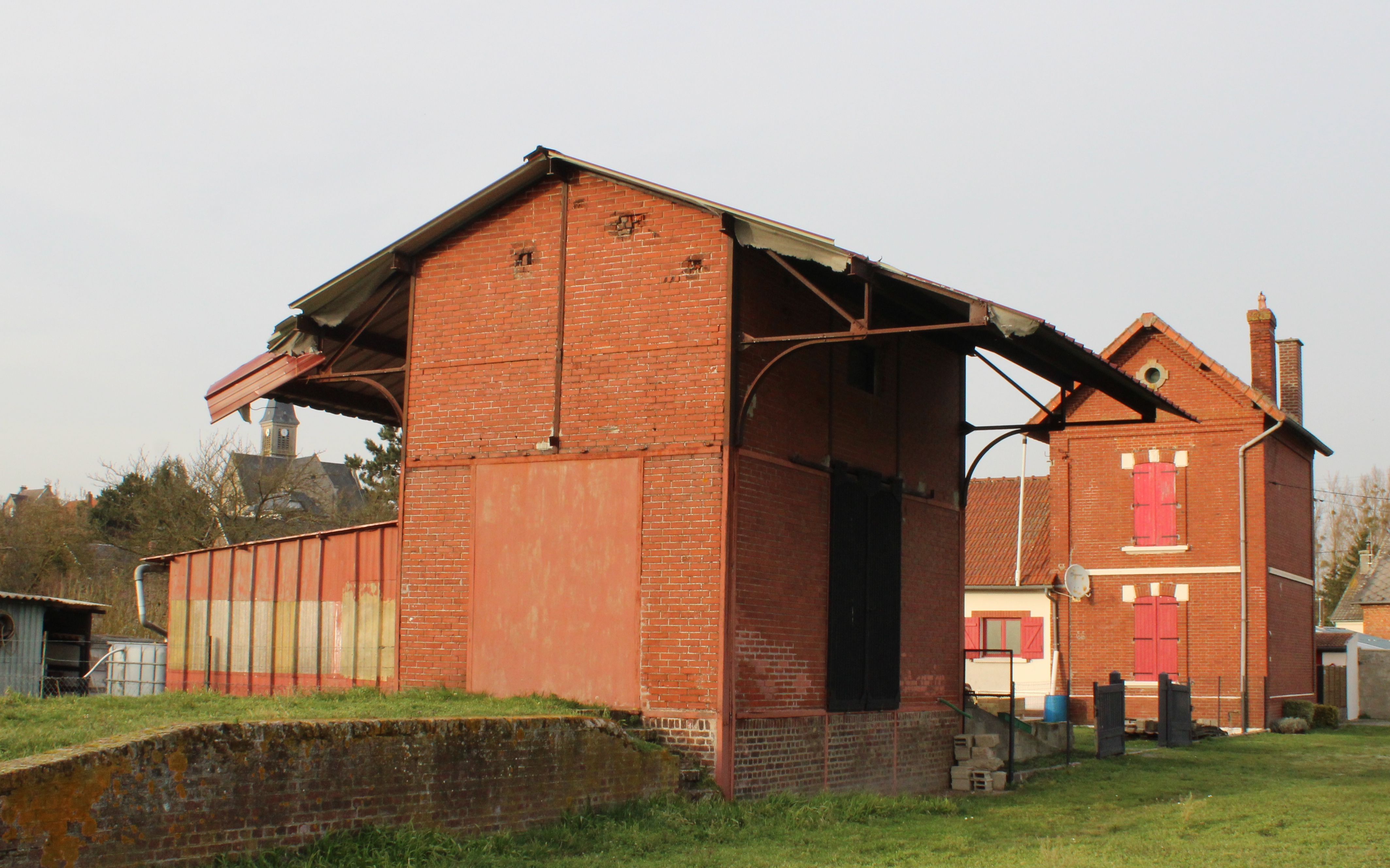
Ehemaliger Bahnhof
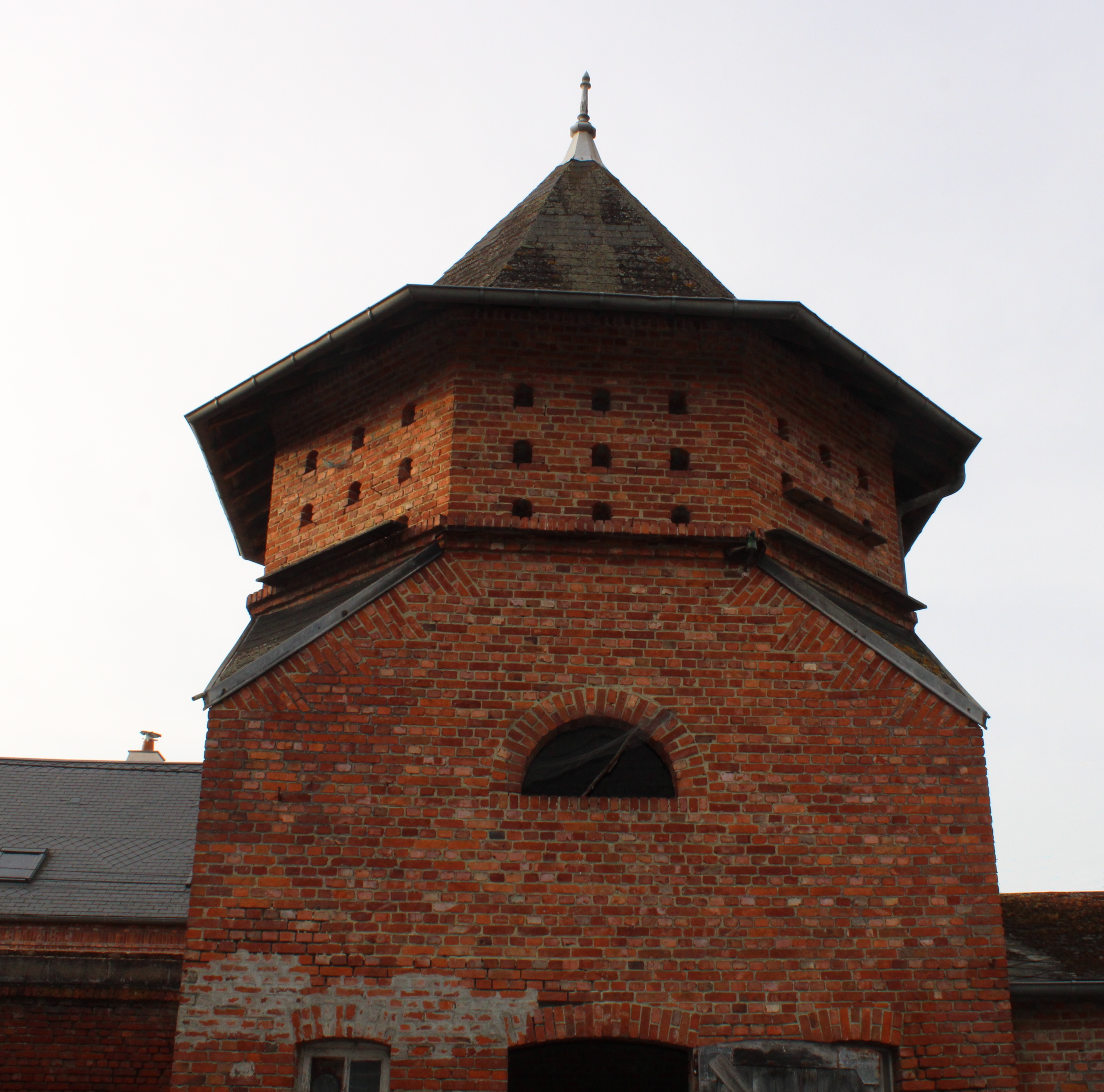
Oktogonaler Taubenschlag
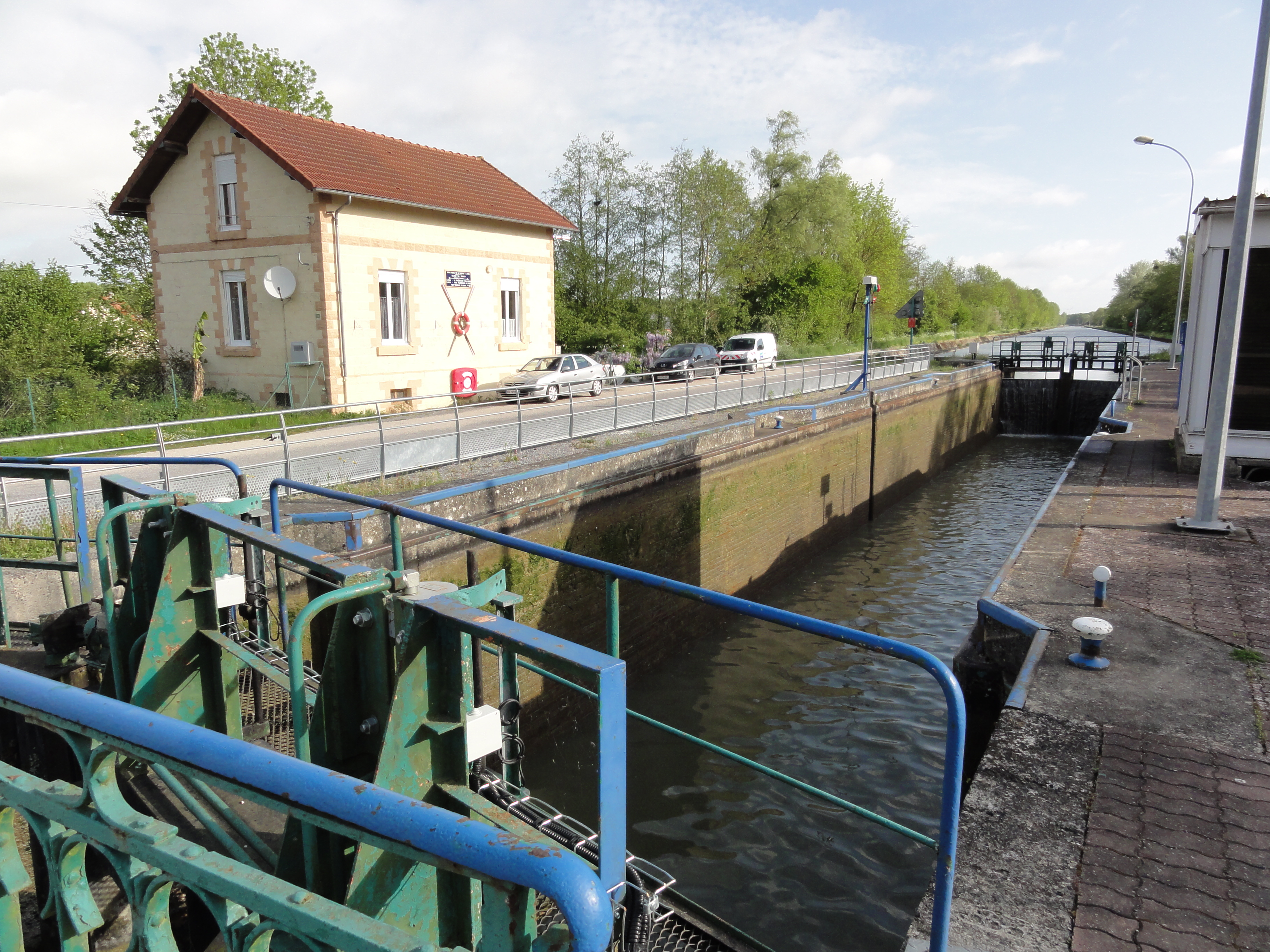
Schleuse
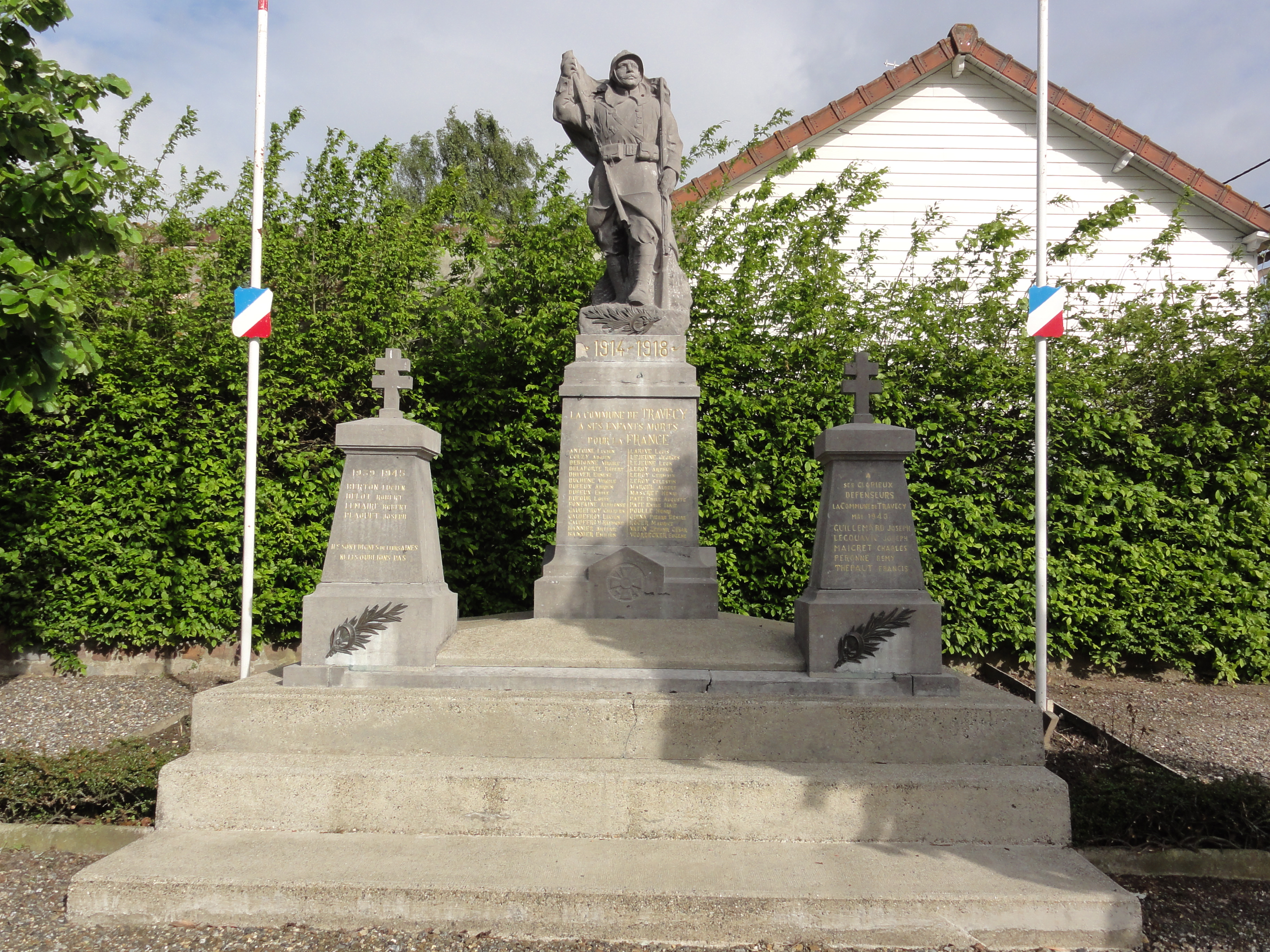
Gefallenendenkmal

- Schleuse am Sambre-Oise-Kanal

- Kirche Saint-Médard
- Ehemaliger Bahnhof
- Oktogonaler Taubenturm
- Schleuse
- Gefallenendenkmal